# Allocosa funerea
Allocosa funerea är en spindelart som först beskrevs av Nicholas Marcellus Hentz 1844.  Allocosa funerea ingår i släktet Allocosa och familjen vargspindlar. Inga underarter finns listade i Catalogue of Life.